# Jan Galewicz
Jan Galewicz, Jakub Goldglass (ur. 22 stycznia 1911 w Warszawie, zm. w Meksyku) – polski prawnik, oficer WP i urzędnik konsularny pochodzenia żydowskiego.

## Życiorys
Absolwent Wydziału Prawa na Uniwersytecie Warszawskim (1933). Brał udział w powstaniu w getcie warszawskim (1943), skąd przewieziono go do obozu koncentracyjnego (1943–1945). 
W 1945 wstąpił do Polskiej Partii Robotniczej oraz został oficerem wywiadu WP. W tymże roku podjął też pracę w konsulacie generalnym PRL w Nowym Jorku, gdzie m.in. sprawował stanowisko konsula generalnego (1947–1953) oraz jednocześnie, zastępcy stałego przedstawiciela PRL przy ONZ (do 1953), które następnie porzucił udając się przez Francję, Urugwaj do Meksyku.

## Odznaczenia i ordery
- Krzyż Oficerski Orderu Odrodzenia Polski (1951)[5]